# Proshizonotus incola
Proshizonotus incola är en stekelart som först beskrevs av Girault 1929.  Proshizonotus incola ingår i släktet Proshizonotus och familjen puppglanssteklar. Inga underarter finns listade i Catalogue of Life.